# Joseph Ventaja
Joseph Ventaja (Casablanca, 4 febbraio 1930 – Bordeaux, 11 agosto 2003) è stato un pugile francese.

## Palmarès
- Giochi olimpici

Helsinki 1952: bronzo nei pesi piuma.
- Europei - Dilettanti

Milano 1951: oro nei pesi piuma.